# Quett Joni Masire
Quett Ketumile Joni Masire (Kanye, Botswana, 23 de juliol de 1925 - Gaborone, 22 de juny de 2017) fou un professor i polític, va ser president de Botswana entre 1980 i 1998, any en què va renunciar i va ser substituït pel seu vicepresident, Festus Mogae.
Va néixer a la petita ciutat de Kanye. Va ser professor i director de l'escola secundària de Seepapitso. El 1965 va ser un dels fundadors del Partit Democràtic de Bostwana - BDP. Quan Bostwana vaig obtenir la seva independència, Masire es va tornar vicepresident del país.
Amb la mort del president Seretse Khama el 13 de juliol 1980, Masire va ser elegit president del país. Ell va governar fins a l'any 1998, en què va renunciar.
Després de la seva sortida de la presidència, ell es va convertir en un actiu diplomàtic, actuant com a mediador en la guerra civil de la República Democràtica del Congo. El 2007 ell va ser indicat per la Comunitat de Desenvolupament d'Àfrica Austral com a mediador de la disputa política en Lesotho